# Sebastiaan (Coret)
Sebastiaan is een dichtbundel van Peter Coret, pseudoniem van de schrijver Cees van der Pluijm (1954-2014), die in 1987 verscheen.

## Geschiedenis
Op 16 mei 1986 werd de roman Sebastiaan van Adriaan Litzroth in Nijmegen gepresenteerd, een roman over de heilige Sebastiaan. Voor die presentatie schreef Coret in opdracht van Johan Polak, protegé van Litzroth en uitgever van diens roman, het gedicht 'Proloog', openingsgedicht van deze bundel, zo meldt het colofon van de uitgave, en met Sebastiaan als hoofdpersoon.
Van der Pluijm was lid en ook secretaris van het Genootschap voor Tegennatuurlijke Letteren dat zijn oorsprong vond in Nijmegen waar oorspronkelijk de meeste leden gevestigd waren. Onder de leden van dit genootschap bevonden zich behalve letterkundigen ook drukkers zoals Ger Kleis en Ton Leenhouts van de Tight End Press die ook werk van Van der Pluijm/Coret drukten. Voor het jaarlijks Symposion van dit genootschap op 30 augustus 1986 schreef Van der Pluijm de gedichtenreeks 'Opstanding' die hij tijdens die bijeenkomst, eveneens in Nijmegen, voorlas, zo meldt nog het colofon, en die het tweede deel van de bundel vormt en tevens de persoon Sebastiaan tot onderwerp heeft.
De bundel opent met enkele dichtregels van Ida Gerhardt als motto.

### Uitgave
De uitgave verscheen in 1987, blijkens het colofon, in een ongenummerde oplage van 66 exemplaren, met de hand gezet en gedrukt door de Haagse Tight End Press in rood en zwart op papier van Hahnemühle Bütten. Van de oplage verschenen zes luxe exemplaren gebonden in heel ballonlinnen waarvan er twee ter verkoop werden aangeboden. Het brocheer- en bindwerk werd uitgevoerd door David Simaleavich van Binderij Phoenix. De gebrocheerde editie is voorzien van een los omslag waarop de titel in rode, open kapitaal is gedrukt, net als de titel op de titelpagina.
De gedichten werden later opgenomen in de gedichtenbundel Vanitas die in 1988 door de Amsterdamse uitgeverij De woelrat werd uitgegeven en op 12 november 1988 te Nijmegen door Adriaan van Dis werd gepresenteerd.